# Luková
Luková település Csehországban, az Ústí nad Orlicí-i járásban. Luková Rudoltice, Damníkov, Lanškroun, Trpík, Žichlínek és Rychnov na Moravě településekkel határos. Lakosainak száma 755 fő (2024. január 1.).

## Népesség
A település lakosságának változását az alábbi diagram mutatja:
| Lakosok száma | 1120 | 1138 | 1073 | 664  | 719  | 691  | 746  | 735  | 761  | 755  |
|               | 1869 | 1890 | 1921 | 1950 | 1980 | 2001 | 2017 | 2019 | 2022 | 2024 |